# Парнал Скаут
Парнал Скаут (енгл. Parnall Scout) је ловачки авион направљен у Уједињеном Краљевству. Авион је први пут полетео 1916. године. 

Највећа брзина у хоризонталном лету је износила 182 km/h. Размах крила је био 13,41 метара а дужина 9,20 метара.

## Наоружање
| Наоружање авиона: Парнал       |          |
| Ватрено (стрељачко) наоружање  |          |
| Топ                            |          |
| Митраљез                       |          |
| Број и ознака митраљеза        | 1 Дејвис |
| Калибар                        | 7,7      |
| Бомбардерско наоружање (бомбе) |          |
| Ракетно наоружање (ракете)     |          |